# Hans Schnitger

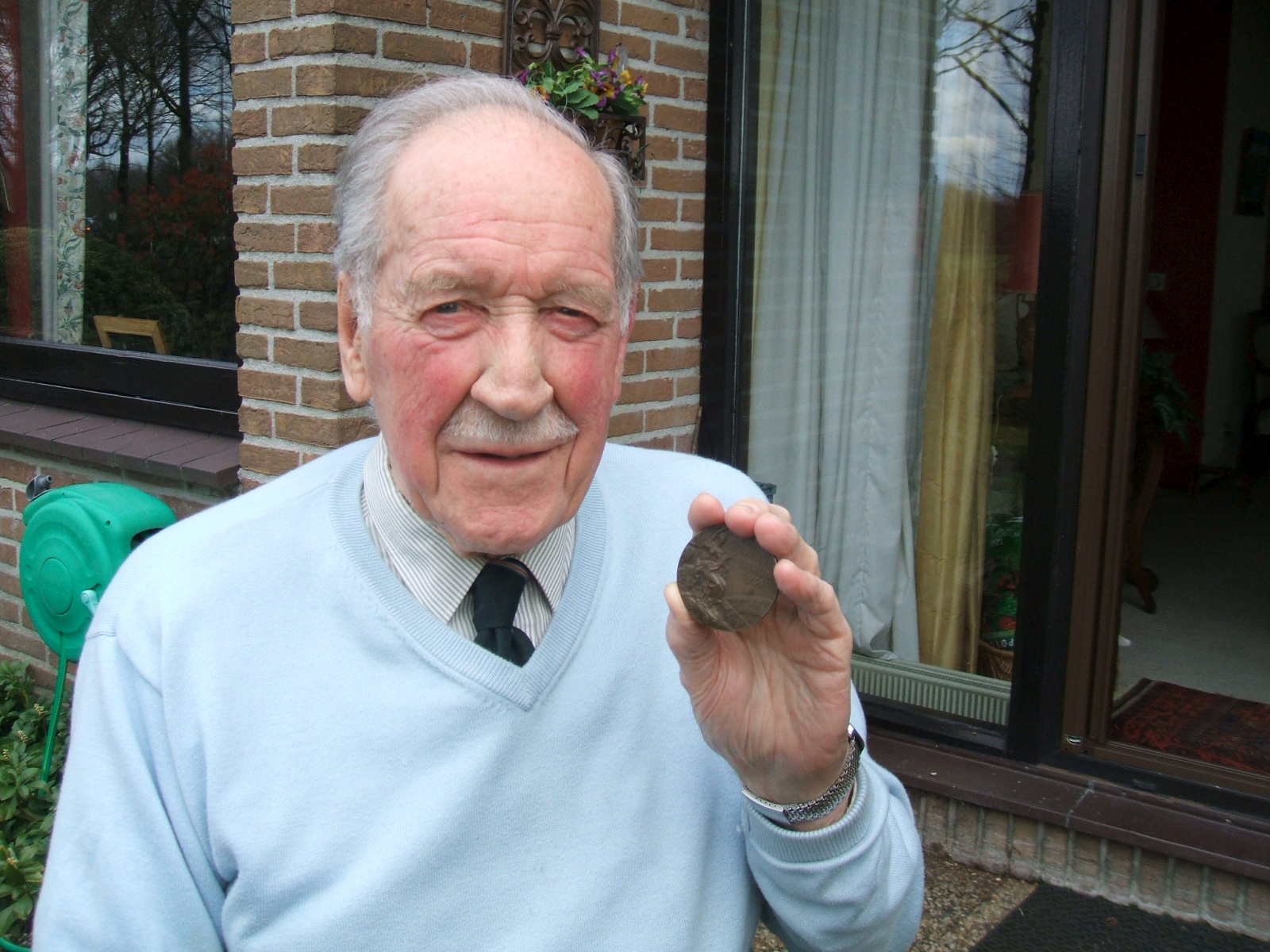
Hans Schnitger (2008)

Henri Carel Willem „Hans“ Schnitger (* 5. August 1915 in Enschede; † 2. März 2013) war ein niederländischer Hockeyspieler. Bei den Olympischen Sommerspielen 1936 in Berlin gewann er mit der niederländischen Nationalmannschaft die Bronzemedaille. Er wurde in allen fünf Spielen der Mannschaft eingesetzt.